# Ildefons Lima
Ildefons Lima Solà - também grafado como Ildefonso Lima Solá (Barcelona, 10 de dezembro de 1979) é um futebolista andorrano que atua como zagueiro. Atualmente joga pelo FC Andorra B. É também o recordista em partidas e gols marcados pela Seleção de Andorra, sendo o jogador com mais tempo de carreira internacional (26 anos, entre 1997 e 2023).
Lima é um dos poucos jogadores andorranos a conseguir atuar fora do país, jogando no futebol espanhol (Espanyol B, Sant Andreu, Las Palmas, Poli Ejido e Rayo Vallecano), italiano (Triestina), suíço (Bellinzona) e grego (Ionikos), além de atuar pelo Pachuca do México em 2002.
Em 2012, voltou para o futebol de Andorra, jogando por FC Andorra, FC Santa Coloma (2014 a 2018) e Inter d'Escaldes (2018 a 2022), regressando ao FC Andorra para defender o time B.

## Seleção nacional
Nascido em Barcelona e filho de um andaluz com uma catalã, Ildefons começou na seleção em 1997 aos 17 anos, marcando em sua estreia contra a Estônia, numa derrota de 6 a 1. Ao longo dos anos se tornou referência da equipe, e o cobrador oficial de pênaltis.[carece de fontes?]
Nas Eliminatórias da Euro de 2016, terminou com 3 gols, um recorde para um jogador do país. É também o maior artilheiro da seleção com 11 gols e o recordista de jogos (137 partidas). Em novembro de 2019, após o jogo contra a Turquia, válido pelas eliminatórias da Eurocopa de 2020, tornou-se o jogador com mais tempo defendendo uma seleção nacional masculina, com 22 anos e 148 dias, ultrapassando Iván Hurtado, que atuou por 22 anos e 145 dias pela Seleção Equatoriana, rendendo inclusive um reconhecimento do Guinness World Records pelo feito.[carece de fontes?]
Jogou ainda com seu irmão mais velho, o também zagueiro Antoni Lima, que atuou por 13 clubes em 20 anos como atleta. Sua despedida da seleção foi em setembro de 2023, na derrota por 3 a 0 para a Suíça, chegando a 26 anos e 3 meses de carreira internacional, e também como o jogador mais velho a atuar em uma partida das eliminatórias para a Eurocopa, aos 43 anos, 9 meses e 2 dias.

## Títulos
FC Santa Coloma
- Primeira Divisão de Andorra: 2014–15, 2015–16, 2016–17, 2017–18
- Copa Constitució: 2018
- Supercopa de Andorra: 2015, 2017

Inter d'Escaldes
- Primeira Divisão de Andorra: 2019–20, 2020–21, 2021–22
- Copa Constitució: 2020
- Supercopa de Andorra: 2020, 2021, 2022